# Flemingia fruticulosa
Flemingia fruticulosa là một loài thực vật có hoa trong họ Đậu. Loài này được Wall. miêu tả khoa học lần đầu tiên vào năm 1831.